# Plectranthus monostachyus
Plectranthus monostachyus là một loài thực vật có hoa trong họ Hoa môi. Loài này được (P.Beauv.) B.J.Pollard mô tả khoa học đầu tiên năm 2001.